# Hans Friedrich Gadow
Hans Friedrich Gadow ( Pomerania, Alemania, 8 de marzo de 1855 — Cambridge, Reino Unido, 16 de mayo de 1928) fue un naturalista alemán que se destacó en el campo de la ornitología y en la clasificación de los vertebrados.

## Biografía
Gadow nació en Pomerania, hijo de un inspector de los bosques reales prusianos. Estudió en las universidades de Berlín, Jena y Heidelberg. En Jena fue alumno de Ernst Haeckel y en Heidelberg del anatomista Karl Gegenbaur. Después de su graduación se trasladó al Museo de Historia Natural de Londres, a petición de Albert Günther, para trabajar en el Catálogo de aves del museo. Gadow realizó el volumen VIII (páridos, alcaudones y trepadores) y el volumen IX (suimangas y melífagos) de dicho catálogo.
En 1884 sucedió a Osbert Salvin como Conservador de la Colección Strickland de la Universidad de Cambridge, así como profesor titular de Morfología de los Vertebrados. En 1881 se hizo miembro de la British Ornithologists' Union y de la Royal Society en 1892.
En 1892 se casó con Clara Maud Paget, hija de Sir George E. Paget, profesor de Física en Cambridge.
En 1895 y 1896 realizó en compañía de su esposa dos largos viajes por el norte de España (Vascongadas, Cantabria, Asturias, Galicia y León); y en 1897 publica, con el título de In Northern Spain, el relato de sus andanzas. En el libro, Gadow refleja la vida de los habitantes de las comarcas visitadas: modos de vida, historia, economía, formas de organización, instrumentos de trabajo, vivienda, etc., junto con observaciones sobre la fauna, vegetación y paisaje; todo ello ilustrado con dibujos y fotografías de su propia autoría. De especial interés son sus detalladas observaciones sobre los hórreos.

## Publicaciones
Entre las publicaciones de Gadow destacan, aparte de la citada In Northern Spain, Classification of the Vertebra (1898), una traducción del trabajo de Haeckel titulado The Last Link (1898) y los artículos sobre Anatomía del Dictionary of Birds de Alfred Newton.
En 1892 propuso la introducción en la revista de la Sociedad Zoológica de Londres, bajo el título On the classification of birds, un nuevo método de clasificación de las aves basado en la comparación de 40 criterios. Gadow realizó junto a Heinrich Georg Bronn (1800-1862) Die Klassen und Ordnungen des Thier-Reich, donde describen fósiles antiguos o modernos.

## Abreviatura (zoología)
La abreviatura Gadow  se emplea para indicar a Hans Friedrich Gadow como autoridad en la descripción y taxonomía en zoología.